# Premi Crítica Serra d'Or de Teatre
El Premi Crítica Serra d'Or, en la categoria de teatre és un guardó atorgat anualment per la revista Serra d'Or, editada per Publicacions de l'Abadia de Montserrat. Es tracta d'una distinció sense dotació econòmica, però que ha assolit un gran prestigi i renom en l'àmbit cultural català, i que premia obres i muntatges de teatre, així com activitats i trajectòries teatrals. Per tant, no es tracta d'un premi a persones o obres que s'hi hagin de presentar com a candidates, sinó que el jurat distingeix les obres que, dins l'àmbit cultural català, considera que en són mereixedores.

## Guardons
- 2021  Poder i santedat, de Manuel Molins dirigit per Paco Azorín (muntatge teatral)

Rèquiem nocturn, de Pere Faura
El projecte Nilak, de carpa circense itinerant
- 2020 Dinamarca, de Josep Lluís i Rodolf Sirera (premi al text de teatre català donat a conèixer per l'estrena o edició)

Stabat Mater, dirigida per Magda Puyo(premi a l'espectacle teatral)
La companyia La Calòrica
- 2019 Herència abandonada, de Lara Díez Quintanilla (premi al text de teatre català donat a conèixer per l'estrena o edició)

Siempre a la verita tuya, de Manuel Veiga (premi a l'espectacle teatral)
Nau Ivanow (premi a l'aportació més interessant)
- 2018 Un tret al cap, de Pau Miró (premi al text de teatre català donat a conèixer per l'estrena o edició)

MEDUSA de la Virgueria, dirigida per Aleix Fauró i Isis Martín (premi a l'espectacle teatral)
Marta Carrasco per Perra de nadie (premi a l'aportació més interessant)
- 2017 hISTÒRIA, de Jan Vilanova Claudín (premi al text de teatre català donat a conèixer per l'estrena o edició)

Claudia de La Conquesta del Pol Sud, dirigida per Carles Fernández Giua (premi a l'espectacle teatral)
Barcelona Playwrights per la idea i la direcció de De Damasc a Idomeni (premi a l'aportació més interessant)
- 2016 You say tomato, de Joan Yago (premi al text de teatre català donat a conèixer per l'estrena o edició)

Ragazzo, de Lali Álvarez (premi a l'espectacle teatral)
Companyia Parking Shakespeare (premi al text de teatre català donat a conèixer per l'estrena o edició).
- 2015 La pols, de Llàtzer Garcia (premi al text de teatre català donat a conèixer per l'estrena o edició)

Lucrècia, de Joan Ramis, dirigida per Sergi Marí (premi a l'espectacle teatral)
Companyia Teatre de l'Enjòlit (premi a l'aportació més interessant)
- 2014 Safira, de Magí Sunyer (premi al text de teatre català donat a conèixer per l'estrena o edició).

Llibert, de Gemma Brió (premi a l'espectacle teatral).
A La Mostra d'Igualada - Fira de teatre infantil i juvenil (premi a l'aportació més interessant)
- 2013 Acorar, d'Antoni Gomila
- 2012 Contra la democràcia, d'Esteve Soler (premi al text de teatre català donat a conèixer per l'estrena o edició).

Ï, de Blai Mateu, (premi a l'espectacle teatral).
l'Observatori de Teatres en Risc, Antoni Ramon Graells (premi a l'aportació més interessant).
- 2011 Lluny de Nuuk, de Pere Riera (premi al text de teatre català donat a conèixer per l'estrena o edició).

Assajant Albertí, dirigida per Pitus Fernández, pel treball de recerca i dramatització de l'obra de Vicenç Albertí (premi a l'espectacle teatral).
A Albert Vidal, per la seva trajectòria que l'ha significat com un dels treballs actorals més originals i notables de la dramatúrgia catalana de les darreres dècades. (premi a l'aportació més interessant).
- 2010 Peus descalços sota la lluna d'agost, de Joan Cavallé (premi al text de teatre català donat a conèixer per l'estrena o edició).

A Pep Tosar per la creació de dos espectacles singulars estrenats al Círcol Maldà, Molts records per a Ivanov i Nocturn (premi a l'espectacle teatral).
A Mariaelena Roqué, per les seves brillants aportacions visuals a l'escena catalana i especialment a l'obra de Carles Santos (premi a l'aportació més interessant).
- 2009 La tanca, de Josep Pere Peyró (premi al text de teatre català donat a conèixer per l'estrena o edició).

Dos de dos, d'Albert Mestres, dirigit per Joan Castells (premi a l'espectacle teatral).
A Ros Ribas, en reconeixement d'una brillant trajectòria artística com a fotògraf d'espectacles (premi a l'aportació més interessant).
- 2008 L'ham, de Gemma Rodríguez (premi al text de teatre català donat a conèixer per l'estrena o l'edició).

Leonci i Lena, de Georg Büchner, dirigit per Pep Pla (premi a l'espectacle teatral).
L'actor Quimet Pla, per la seva rica i variada trajectòria (premi a l'aportació més interessant).
- 2007 Hardcore videogames, una trilogia, de Jordi Casanovas (premi al text de teatre català donat a conèixer per l'estrena o l'edició).

J’arrive...!, de Marta Carrasco (premi a l'espectacle teatral).
Diccionari del teatre a les Illes Balears, dirigit per Joan Mas i Vives (premi a l'aportació més interessant).
- 2006 La pell en flames. Guillem Clua (premi al text de teatre català donat a conèixer per l'estrena o edició).

UUUH!!, de Gerard Vàzquez, dirigit per Joan Font (premi a l'espectacle teatral),
Sílvia Bel, per la seva interpretació a La xarxa, de Joan Brossa (premi a l'aportació més interessant).
- 2005 Teoria de catàstrofes. Toni Cabré.

Esquena de ganivet. Pep Tosar.
Les portes del cel. Josep Peyró.
- 2004 El retratista. Gerard Vàzquez i Jordi Barra.

El mestre i Margarida. Xicu Masó.
(Aportació més interessant) Paco Azorín
- 2003 Dramàtic. Albert Mestres.

Tatuatge. Dea Loher, dirigit: Pep Pla.
Amb: Rosa Cadafalch, Jordi Martínez, Núria Font, Meritxell Santamaria i Pau Derqui.
Textos a part. Arola Editors, dirigida per Joan Cavallé.
- 2002 Tractat de Blanques. Enric Nolla.

La dona incompleta. David Plana, Dirigit per Sergi Belbel.
Lali Barenys. Per l'espectacle Tens por? d'Isa Fernàndez, i per la coherència, la continuïtat i la independència professional que representa.
- 2001 Hurracan Enric Nolla.

Por menjar-se ànima de Rainer Werner Fassbinder. Dirigit per Carme Portaceli.
Teatre del Ponent de Granollers. Per l'aportació més interessant.
- 2000 Navegants. Toni Cabré.

Ultramarins. Ivette Vigatà.
La Cònica / Lacònica i M.A.L. Per l'espectacle Trans Fugues.
- 1999 Dinastia Ming. Joan Cavallé.

Perifèria Koltès. Rafel Duran.
Sala Villarroel. Per la continuïtat, no sempre fàcil, durant 25 anys d'una empresa privada al servei d'una activitat teatral diversa i amb una gran consciència cívica.
- 1998 Mala sang. David Plana.

La pantera imperial. Carles Santos.
Carme Sansa. Per les múltiples aportacions a un teatre poètic i musical de petit format.
- 1997 Paraules encadenades. Jordi Galceran.

L'amant. Harold Pinter. Direcció: Pere Sagristà.
Teatre Lliure de Barcelona. Pel conjunt de l'«Exposició Fabià Puigserver» i el llibre Fabià Puigserver.
- 1996 Les llàgrimes del vienès. Alexandre Ballester.

El rei Joan. William Shakespeare. Direcció: Calixto Bieito.
Josep Romeu i Figueras. Per Teatre català antic, aplec complet dels seus estudis i treballs sobre el tema.
- 1995 E.R.. Josep M. Benet i Jornet.

A la meta. Thomas Bernhard. Direcció: Xavier Albertí.
Consorci del Teatre Fortuny. Per l'edició del llibre Teatre Fortuny, més d'un segle. Vol. I:1882-1939.
- 1994 Després de la pluja. Sergi Belbel.

Dansa d'agost. Brian Friel. Direcció: Pere Planella.
- Edicions 3 i 4. Per l'edició del teatre complet de Mercè Rodoreda publicat amb el títol El torrent de les flors.
- 1993 Nus. Joan Casas.

El temps i els Conway. J.B. Priestley. Direcció: Mario Gas.
Josep Salvador Per la seva activitat de més de 40 anys al davant del Taller d'Escenografia Germans Salvador.
- 1992 Somni de mala lluna. Josep Maria Muñoz Pujol.

La vida perdurable. Narcís Comadira.
Home per home. Bertolt Brecht. Direcció: Pau Monterde.
Teresa Cunillé. Per la seva continuada dedicació al teatre català i per la seva intervenció a La vida perdurable de Narcis Comadira.
- 1991 Residuals. Jordi Teixidor.

Quatre dones i el sol. Jordi-Pere Cerdà. Direcció: Ramon Simó i Vinyes.
La Missió. Heiner Mullër. Direcció: Carme Portacelli.
Moviment Rialles de Catalunya. Per la seva tossuda i continuada dedicació, des de 1972, a la promoció d'espectacles per a nois i noies.
- 1990 Capvespre al jardí. Ramon Gomis.

Columbi Lapsus. Els Joglars.
Desig. Josep Maria Benet i Jornet.
Revista Escena. Per recuperar la tradició de la premsa especialitzada en català.
La Fura dels Baus per la seva campanya internacional.
Gran imprecació davant la muralla de la ciutat. (Menció especial).
- 1989 Cavalls de mar. Josep-Lluís i Rodolf Sirera.

Set i mig. La Gàbia, Teatre.
Teatre Teixidors-Teatreneu. Com a valuosa iniciativa privada ha obert i gestiona un nou local dedicat a la dramatúrgia contemporània.
Grup Zotal (Menció especial). Per la qualitat del seu treball d'investigació i creació teatrals.
- 1988 Lorenzaccio, Lorenzaccio. Teatre Lliure de Barcelona.

José Sanchis Sinisterra Per la seva trajectòria de recerca i revisió del llenguatge teatral i per la producció de l'espectacle MINIM.MAL SHOW.
Jordi Bertran (Premi especial). Pel seu treball amb l'espectacle de titelles ANTOLOGIA.
- 1987 Teatre Lliure. Pels seus deu primers anys d'activitat.

Pep Cruz. Per la seva aportació global al món del Teatre.
Per un sí o per un no. Nathalie Sarraute. Direcció: Simone Benmussa.
- 1986 El manuscrit d'Alí Bei Josep M. Benet i Jornet.

Un dels últims vespres de carnaval. Carlo Goldoni. Muntatge: Lluís Pasqual.
Xavier Fàbregas. Per la seva aportació, durant vint anys, en tots els aspectes del teatre.
- 1985 Màgic concert i altres peces, Joan Manuel Gisbert.

Alè. Els Comediants.
La Fura dels Baus. Per la seva tasca de recerca formal.
L'òpera dels tres rals. Bertolt Brecht. Direcció: Màrius Gas.
- 1984 Al vostre gust. William Shakespeare. Companyia Estable delTeatre Lliure. Direcció: Lluís Pasqual

Carme Serrallonga. Per la seva tasca de traducció.
- 1983 Olympic Man Movement. Els Joglars.

Pau Barceló Per la seva labor de documentació com a fotògraf de teatre.
- 1982 Terra baixa, d'Àngel Guimerà. Companyia d'Enric Majó. Direcció: Josep Muntanyès i Josep M. De Segarra

El Globus, de Terrassa. Per la seva campanya de 1981.
- 1981 Bloody Mary Show. Rodolf Sirera.

El balcó. Jean Genet. Direcció: Lluís Pasqual.
La primavera al Tinell. Els Comediants.
Lluís Millà. Per la seva tasca editorial.
- 1980 El collaret d'algues vermelles. Jaume Melendres i Joan Abellan.

Les tres germanes. Anton Txékhov. Teatre Lliure. Direcció: Lluís Pasqual.
Albert Vidal L'aperitiu.
Esteve Grasset Magrinyana.
- 1979 Antaviana. Pere Calders. Estrenat pel Grup Dagoll Dagom.

El despertar de la primavera. Franz Wedekin. Muntat pel Teatre de Trànsit. Direcció: Jordi Mesalles
Feliu Formosa. Obra de traductor.
- 1978 Jasó i Medea. Romà Comamala.

La Torna. Els Joglars.
Temporada del Teatre Lliure
- 1977 El brunzir de les abelles Josep-Lluís i Rodolf Sirera.

Temporada del «Teatre Grec». Assemblea d'Actors i Directors.
Quiquiribú. Direcció: Fabià Puigserver i Guillem-Jordi Graells.
- 1976 Teatre complet. Joan Brossa.

La Setmana Tràgica. Escola de Teatre de l'Orfeó de Sants. Direcció: Lluís Pasqual.
Cicle Cavall Fort. Martí Olaya i Galceran.
- 1975 Plany en la mort d'Enric Ribera. Rodolf Sirera.

Àlias Serrallonga. Els Joglars.
- 1974 Poesia escènica. Joan Brossa.
- 1973 Mary d'ous. Els Joglars.
- 1972 L'ombra de l'escorpí. Maria-Aurèlia Capmany.
- 1971 Marc i Jofre o els alquimistes de la fortuna. Josep Maria Benet i Jornet.
- 1970 La terra es belluga. Jordi Bordas i Coca.

## Jurats
Composició del jurat en la categoria de Teatre:
- 2016 Joan-Anton Benach, Anna Pérez Pagès, Francesc Massip, Juan Carlos Olivares i Marta Monedero.
- 2015 Joan-Anton Benach, Anna Pérez Pagès, Francesc Massip, Juan Carlos Olivares i Núria Santamaria.
- 2014 Joan-Anton Benach, Anna Pérez Pagès, Francesc Massip, Juan Carlos Olivares i Núria Santamaria.
- 2013 Joan-Anton Benach, Anna Pérez Pagès, Francesc Massip, Juan Carlos Olivares i Núria Santamaria.
- 2012 Joan-Anton Benach, Àlex Broch, Francesc Massip, Juan Carlos Olivares i Núria Santamaria.
- 2011 Joan-Anton Benach, Àlex Broch, Francesc Massip, Juan Carlos Olivares i Núria Santamaria.
- 2010 Joan-Anton Benach, Àlex Broch, Francesc Massip, Juan Carlos Olivares i Núria Santamaria.
- 2009 Joan-Anton Benach, Àlex Broch, Francesc Massip, Juan Carlos Olivares i Núria Santamaria.
- 2008 Joan-Anton Benach, Àlex Broch, Joan Casas, Francesc Massip i Gonçal Pérez de Olaguer.
- 2007 Joan-Anton Benach, Àlex Broch, Joan Casas, Francesc Massip i Gonçal Pérez de Olaguer.
- 2006 Joan-Anton Benach, Àlex Broch, Joan Casas, Francesc Massip i Gonçal Pérez de Olaguer.